# Miklós Klára
Miklós Klára (Vágfarkasd, 1919. augusztus 15. – ?) Jászai Mari-díjas magyar színésznő, érdemes művész.

## Életpálya
1919. augusztus 15-én Vágfarkasdon született. Pályáját Pozsonyban kezdte, majd több vidéki társulatnak volt tagja.(Debreceni Csokonai Színház, Győri Kisfaludy Színház, Pécsi Nemzeti Színház, Szegedi Nemzeti Színház). 1978 óta nyugdíjas. Drámai hősnőket, később karakter szerepeket alakított. 1958-ban Jászai Mari-díjat kapott. 1969-ben érdemes művész lett.
Férje Kormos Lajos színész volt.

## Fontosabb színházi szerepei
- William Shakespeare: Hamlet... Ophélia, Gertrud
- William Shakespeare: III. Richárd... York hercegné
- William Shakespeare: Rómeó és Júlia... Júlia dajkája; Capuletné
- Johann Wolfgang von Goethe: Egmont... Pármai Margit hercegnő
- Henrik Ibsen: Nóra... Nóra
- Friedrich Schiller: Stuart Mária... Stuart Mária
- Madách Imre: Az ember tragédiája... Éva
- Katona József: Bánk bán... Gertrudis
- Lope de Vega: A kertész kutyája... Diana
- Federico García Lorca: Bernarda Alba háza... Maria Josefa
- Anton Pavlovics Csehov: Három nővér... Olga
- Makszim Gorkij: Éjjeli menedékhely... Vaszilisza, Kosztiljov felesége
- Arthur Miller: Alku... Esther Franz
- Arthur Miller: Édes fiaim... Kate Keller
- Euripidész: Médeia... Dajka
- Eugène Scribe: Egy pohár víz... A hercegnő
- Illés Endre – Vas István: Trisztán... Volura, Izolda anyja
- Vörösmarty Mihály: Czillei és a Hunyadiak... Szilágyi Erzsébet
- Vörösmarty Mihály: Csongor és Tünde... Az Éj
- Móricz Zsigmond: Úri muri... Rhédey Eszter
- Móricz Zsigmond: Nem élhetek muzsikaszó nélkül... Zsani néni
- Hubay Miklós – Ránki György – Vas István: Egy szerelem három éjszakája... Melitta
- Hubay Miklós: Fiatal nők kékben és pirosban... Hemmelerné
- Gyárfás Miklós: Egérút... Orbók Istvánné, egy nagy gépkocsivezető felesége
- Németh László: Az írás ördöge... Weidenhofferné
- Hárs László – Romhányi József: Barátom a miniszter... Yvette, Turcoigne titkárnője
- Jules Feiffer: Apró-cseprő gyilkosságok... Marjorie Newquist
- Jean Giraudoux: Párizs bolondja... Gabrielle
- Viktor Rozov: Úton... Az anya
- Gabriela Zapolska: Dulszka asszony erkölcse... Juliette, Dulszka asszony unokahúga
- Gáspár Margit: 	Hamletnek nincs igaza... Anna, özv. Tárnok Istvánné
- Borisz Andrejevics Lavrenyov: Amerika hangja... Cynthia
- Johann Strauss: A cigánybáró... Mária Terézia
- William Somerset Maugham: Imádok férjhez menni... Mrs. Shuttleworth

## Díjak, elismerések
- Jászai Mari-díj (1958)
- érdemes művész (1969)

## Filmek, tv
- Fogjuk meg és vigyétek! (1979)
- Történetek a vonaton (1983)